# Gerald Kargl
Gerald Kargl (Villach, 1953) es un director de cine austriaco, reconocido principalmente por dirigir y coescribir la película Angst de 1983.

## Biografía
Kargl empezó a filmar películas a los catorce años. Entre 1976 y 1982 se encargó de organizar el festival cinematográfico Österreichischen Filmtage, y se desempeñó como editor de la revista Filmschrift.
En 1983 escribió, produjo y dirigió el largometraje Angst en colaboración con el cineasta polaco Zbigniew Rybczyński, quien ganó un Óscar con su cortometraje Tango ese mismo año. Basada en la historia real del asesino en serie Werner Kniesek, la película fue censurada en todo el territorio europeo por sus explícitas escenas de violencia y marcó de forma negativa la posterior carrera de Kargl como cineasta.
Alejado de los largometrajes por la recepción inicial de Angst, entre 1984 y 1994 trabajó en más de 100 comerciales y filmes promocionales como director, autor y productor, recibiendo varios premios a nivel internacional.
Desde 1994, Kargl escribió, dirigió y produjo más de veinte documentales y películas educativas.

## Filmografía destacada
- 1977: Ratatata
- 1980: Skiszenen mit Franz Klammer
- 1981: Das vertraute Objekt
- 1983: Angst

Fuente: